# Microphis spinachioides
Риба шило спанаћ (Microphis spinachioides) је зракоперка из реда Syngnathiformes и породице морских коњића и морских шила (Syngnathidae). 

## Распрострањење
Реке Папуе Нове Гвинеје су једино познато природно станиште врсте.

## Станиште
Станиште врсте су слатководна подручја.

## Угроженост
Подаци о распрострањености ове врсте су недовољни.

### Популациони тренд
Популациони тренд је за ову врсту непознат.